# Fontechiari
Fontechiari är en ort och kommun i provinsen Frosinone i regionen Lazio i Italien. Kommunen hade 1 295 invånare (2018).